# Speocarcinus monotuberculatus
Speocarcinus monotuberculatus is een krabbensoort uit de familie van de Xanthidae. De wetenschappelijke naam van de soort is voor het eerst geldig gepubliceerd in 1986 door Felder & Rabalais.